# 니안자 (르완다)

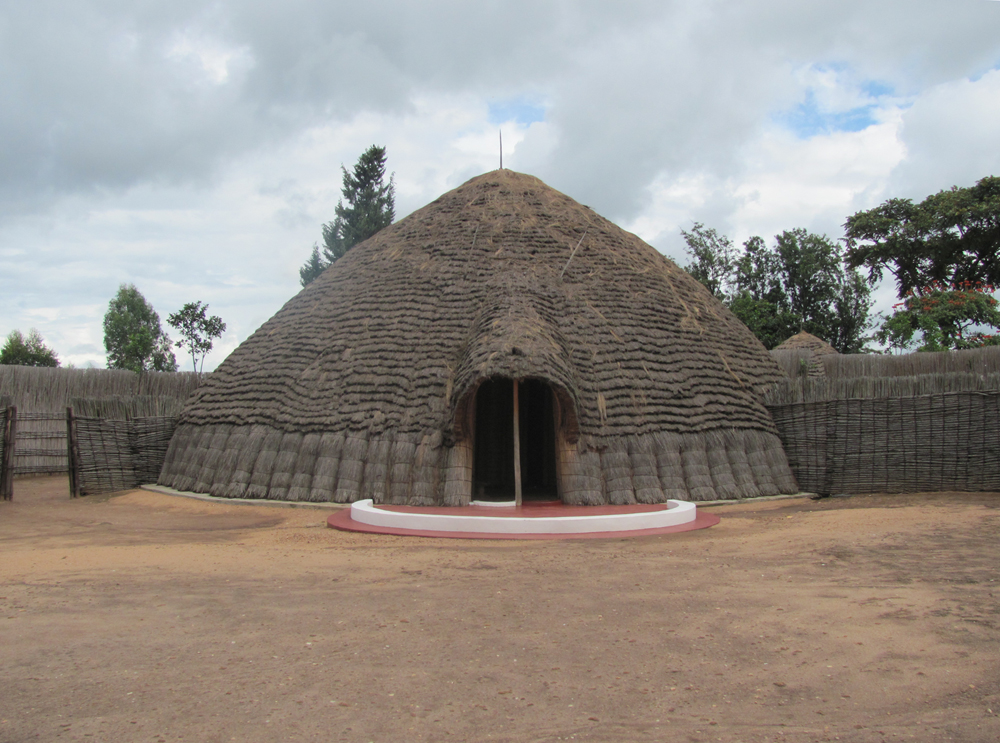
니안자에 있는 옛 왕궁

니안자(Nyanza)는 르완다 남부 주에 위치한 도시로 남부 주의 주도이며 높이는 1,792m이다. 르완다의 군주의 관저로 사용되었던 옛 왕궁이 위치한 곳이다. 니안자에 있는 옛 왕궁은 현재는 르웨세로(Rwesero) 예술 박물관으로 사용되고 있다.